# Lobatera (khu tự quản)
Lobatera là một khu tự quản thuộc bang Táchira, Venezuela. Thủ phủ của khu tự quản Lobatera đóng tại Lobatera. Khự tự quản Lobatera có diện tích 216 km2, dân số theo điều tra dân số ngày 21 tháng 10 năm 2001 là 10427 người.